# Kvítkův dvůr
Kvítkův dvůr je památkově chráněný bývalý hospodářský dvůr. Nachází se asi jeden kilometr západně od českokrumlovského zámku na východním svahu vrchu Liščí díra, na staré cestě směrem do Kájova. Název je převzatý ze jména Kvítek. Dochovaná podoba dvora je výsledkem rokokové přestavby z doby po roce 1750. Kulturní památka leží na území vnějšího ochranného pásma městské památkové rezervace Český Krumlov.

## Historie
Kvítkův dvůr, původně dvůr ve vlastnictví soukromém, byl dříve nazýván dvorem Piedíkovým (curia Piedikonis). Byl založen před rokem 1347. Od středověku sloužil k zásobování krumlovského zámku zemědělskými produkty. Později se stal panským dvorem a během husitských válečných konfliktů byl v roce 1422 vyloupen (v noci byl ukraden dobytek). Roku 1500, kdy byl u Českého Krumlova zřízen Nový Dvůr, začal být Kvítkův dvůr označován jako dvůr starý. V šedesátých letech 16. století byl během působení rožmberského regenta Jakuba Krčína patrně přestavěn.

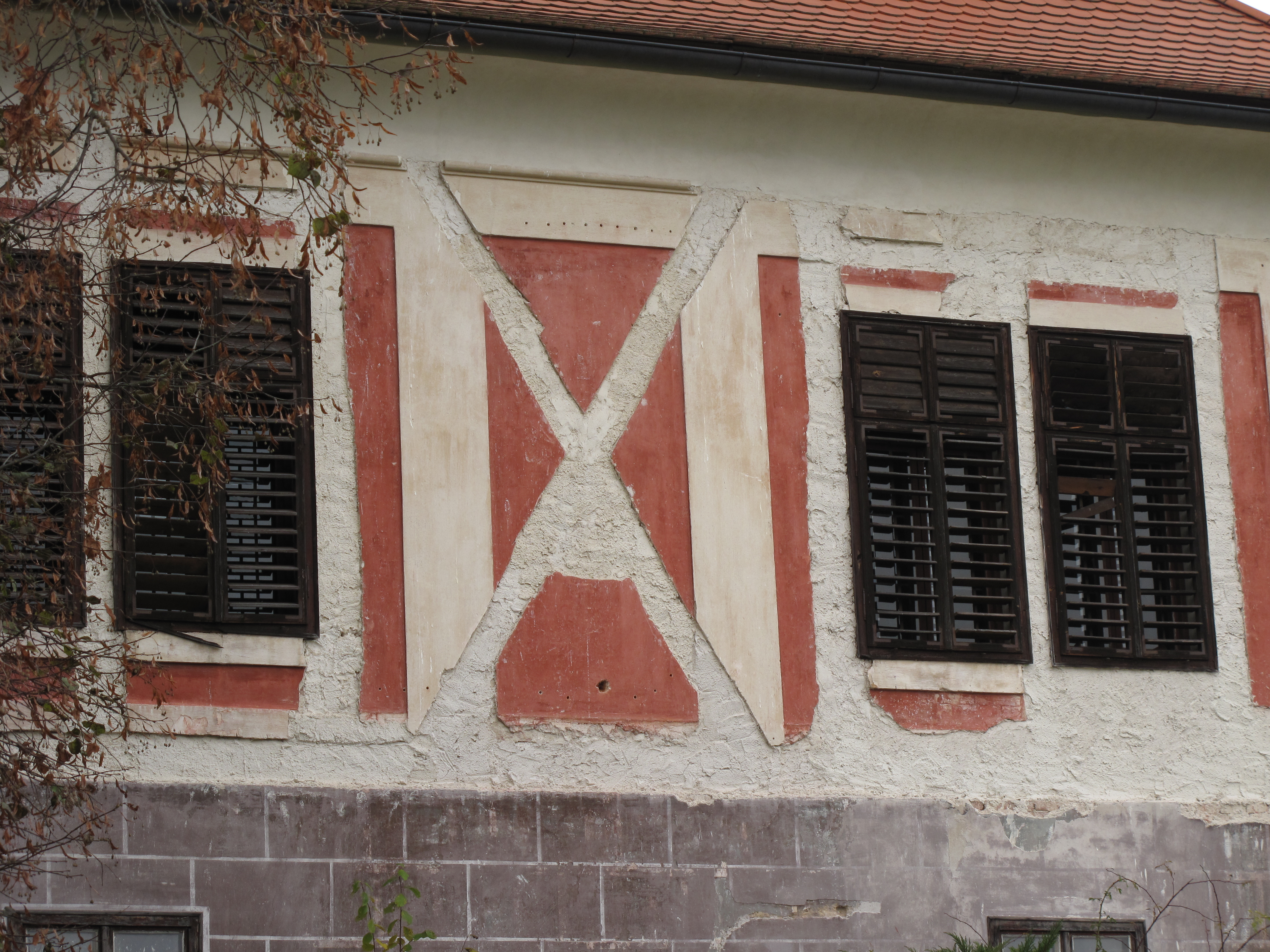
Detail fasády

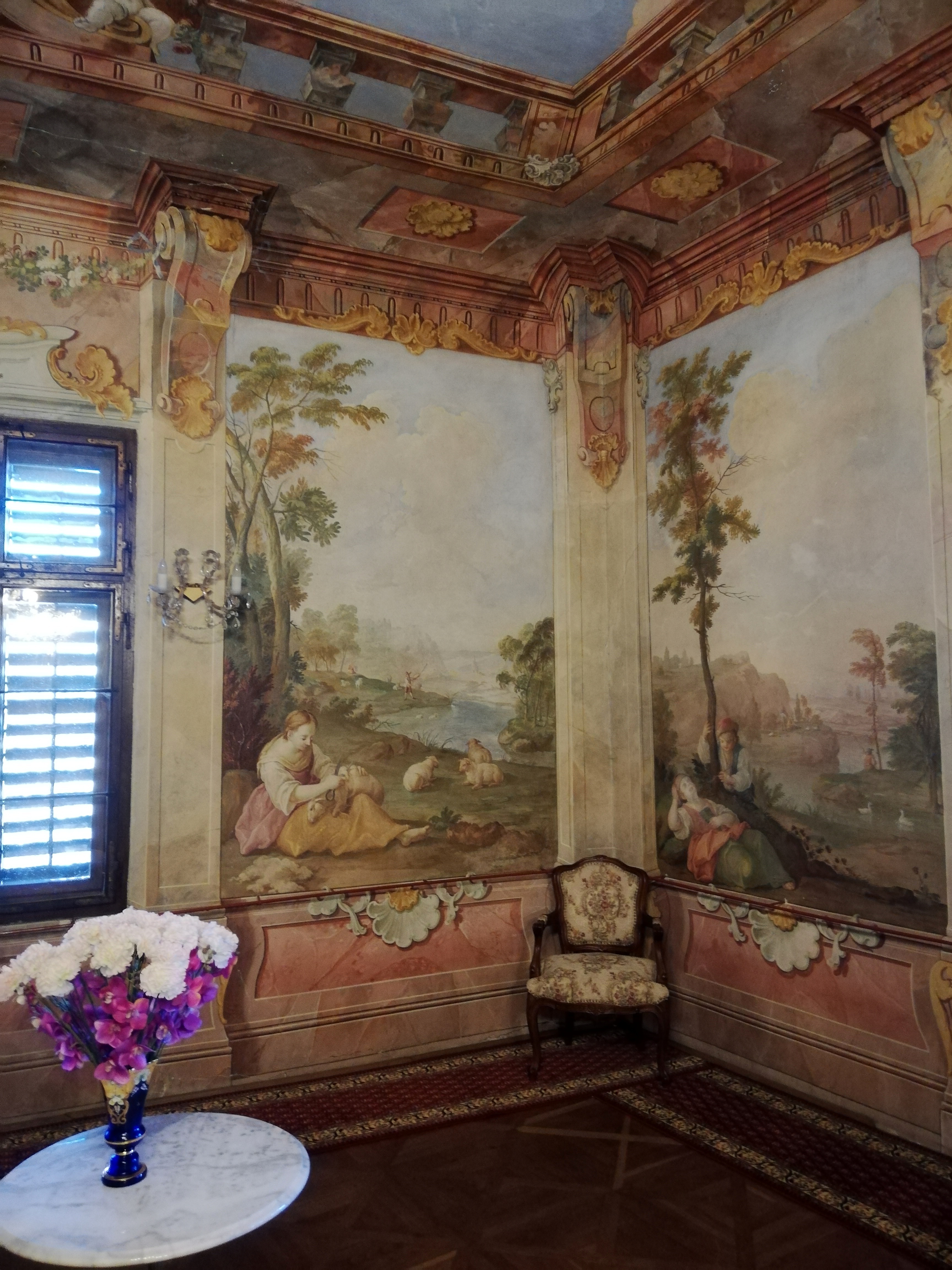
Malířská výzdoba sálu

Roku 1750 stala majitelkou dvora Marie Terezie ze Schwarzenberku, a jeho východní křídlo bylo podle projektu Josefa Fortiniho upraveno jako zámeček, který v roce 1757 malíř František Jakub Prokyš vyzdobil freskami, na kterých jsou znázorněny různé výjevy z venkovského života. Od té doby byl tento dvůr jmenován dvorem favoritním (Favoritenhof). Později nechala kněžna dvůr spojit stromořadím s českokrumlovskou zámeckou zahradou, a z jeho severního křídla vybudovat letohrádek. V roce 1950 Kvítlův dvůr převzaly státní statky. V roce 1980 byly nástěnné malby restaurovány.
Kvítkův dvůr je přístupný veřejnosti.

## Popis
Jedná se o přízemní budovu se stěnami zdobenými červeným kvádrováním s bílými spárami.
Freskami od Františka Jakuba Prokyše je vyzdoben sál a kabinet kněžny Marie Terezie ze Schwarzenbergu, rozené z Lichtensteinu. Památkově chráněná jsou též historická okna, dveře a klenby ve všech částech objektů, kamenné portály a ohradní zdi.